# Macromitrium petelotii
Macromitrium petelotii är en bladmossart som beskrevs av Pierre Tixier 1966. Macromitrium petelotii ingår i släktet Macromitrium och familjen Orthotrichaceae. Inga underarter finns listade i Catalogue of Life.